# Da Yie
Da Yie (también conocido por su título en español Buenas Noches) es un cortometraje de 2019 dirigido por Anthony Nti. Fue producida por Anthony Nti, Chingiz Karibekov y Dimitri Verbeek, y distribuida en todo el mundo por la empresa de producción y distribución internacional Salaud Morisset.
En 2020, ganó el Festival Internacional de Cortometrajes de Clermont-Ferrand y estuvo entre los finalistas de los premios BAFTA Los Angeles Student Film Awards.

## Sinopsis
Matilda y Prince son llevados por un extraño a un viaje que les cambiará la vida a través de la costa de Ghana.

## Premios
Desde su lanzamiento, fue seleccionada en más de 130 festivales de todo el mundo. En febrero de 2021, formó parte de la lista de cortometrajes de acción en vivo para los 93o Premios de la Academia.
| Año  | Festival                                                    | Categoría                                         | Resultado |
| ---- | ----------------------------------------------------------- | ------------------------------------------------- | --------- |
| 2019 | Festival Internacional de Cine de Gante                     | Premio del público                                | Ganador   |
| 2020 | Festival Internacional de Cortometrajes de Clermont-Ferrand | Gran Premio                                       | Ganador   |
| 2020 | Fiesta corta internacional de Palm Springs                  | Mejor cortometraje internacional para estudiantes | Nominado  |
| 2020 | Festival de Cine de Londres BFI                             | Mejor cortometraje                                | Nominado  |
| 2020 | Festival Internacional de Cine La Guarimba                  | Mejor cortometraje de ficción                     | Nominado  |
| 2020 | Festival de Cine Independiente de Princeton                 | Gran premio del jurado                            | Ganador   |
| 2020 | Galway Film Fleadh                                          | Mejor cortometraje de ficción internacional       | Nominado  |
| 2020 | Festival Internacional de Cortometrajes de Asiana           | Competición internacional                         | Nominado  |
| 2020 | Premios de cine estudiantil GSA BAFTA                       | Mejor acción en vivo                              | Nominado  |
| 2020 | Festival de cine de Telluride                               | Grandes esperanzas                                | Nominado  |
| 2020 | Festival Internacional de Cine de Friburgo                  | Mención especial                                  | Ganador   |
| 2020 | Festival Internacional de Cine de Melbourne                 | Gran premio - Mejor cortometraje                  | Ganador   |
| 2020 | Festival de Cine Encuentros                                 | Gran Premio de Encuentros Breves                  | Nominado  |
| 2020 | Festival Internacional de Cine de Calgary                   | Mejor cortometraje de acción en vivo              | Nominado  |
| 2020 | Festival Internacional de Cine de Tirana                    | Mejor película estudiantil                        | Nominado  |
| 2020 | Festival Internacional de Cine Indy Shorts                  | Gran premio al mejor cortometraje narrativo       | Ganador   |